# نبرد سینت‌ها: سوم
نبرد سینت‌ها: سومین (به انگلیسی: Saints Row: The Third) یک بازی ویدئویی گیم‌پلی غیرخطی در سبک اکشن-ماجراجویی از مجموعه بازی‌های نبرد سینت‌ها است که توسط شرکت ولیشن ساخته و توسط شرکت تی‌اچ‌کیو برای پلی‌استیشن ۳، ایکس‌باکس ۳۶۰ و مایکروسافت ویندوز منتشر شده‌است. این بازی در ۱۵ نوامبر ۲۰۱۱ در آمریکای شمالی و ۱۸ نوامبر ۲۰۱۱ در اروپا منتشر شد.
نبرد سینت‌ها: سومین در یک شهر تخیلی به نام استیل‌پورت انجام می‌گیرد و بر جنگ‌های بین سینت‌ها و سیندیکیت (Syndicate) که از باندهای جرایم سازمان‌یافته هستند تمرکز می‌کند.

این بازی در سال ۲۰۲۰، یک نسخه ی ریمستر دریافت کرد که نبرد سینت ها: سوم، مرمت شده نام دارد، این نسخه ی مرمت شده، بازی را با تغییرات قابل توجهی در بخش گرافیک روبرو کرد، این نسخه ی مرمت شده برای پلی استیشن ۴، ایکس باکس وان و رایانه های شخصی و چندی بعد برای پلی استیشن ۵ و ایکس باکس سری ایکس و اس منتشر شد و توانست بازخورد های خوبی دریافت کند.

## گیم پلی
نبرد سینت‌ها: سوم یک بازی در سبک اکشن و ماجراجویانه است که بازیکن با دوربین سوم شخص به بازی می‌پردازد. همچنین بازی دارای جهان آزاد است و بازیکن می‌تواند در آن به گردش آزاد بپردازد. بازیکنان در این بازی می‌توانند شخصیت خود را شخصی‌سازی کنند مانند تغییر مدل مو و لباس و بدن و …. همچنین بازیکنان می‌توانند شخصیت خود را در نسخه آنلاین بازی به اشتراک بگذارند.